# Битва на Курукшетрі

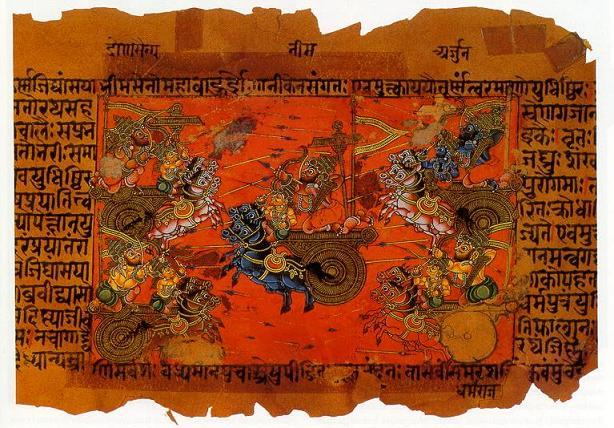
Ілюстрація з манускрипту «Магабгарата» із зображенням Битви на Курукшетрі

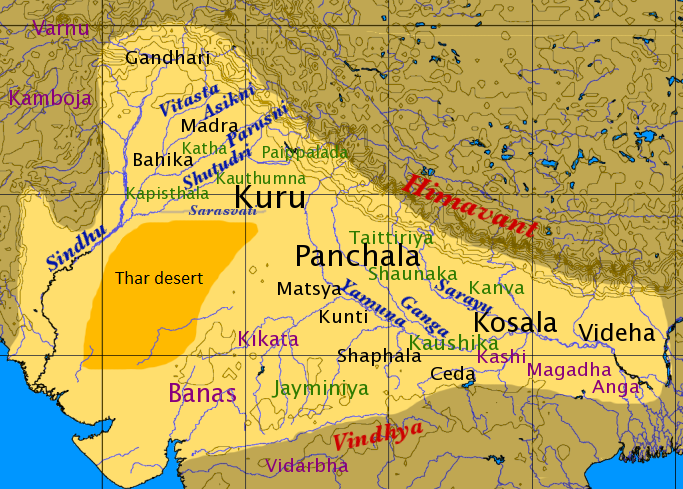
Ар'я-варта, царства ведичних аріїв

Би́тва на Курукше́трі (санскр. कुरुक्षेत्र युद्ध) — битва між Кауравами та Пандавами, яка закінчилась перемогою Пандавів. В живих лишилось 8 людей від Пандавів і 3 від Куаравів. Одна з центральних подій, описаних в давньоіндійському епосі «Магабгарата». Згідно з «Магабгаратою», до війни призвела династична боротьба за трон Гастінапура та імператора Арья-варти (всіх арійських царств) між двома кланами двоюрідних братів — Кауравами і Пандавами. У битві, що проходила на священному полі Курукшетра, взяли участь багато царств, що приєдналися до ворогуючих кланів.

## Передісторія
У «Магабгараті» розповідається про життя кількох поколінь правлячої династії Куру. Центральної сюжетною лінією епосу є опис великої битви між братами-нащадками цієї династії, і обставин, які призвели до неї. Місцем дії, на якому розгорнулася битва, стала Курукшетра («поле Куру»), через що битва отримала назву «Битви на Курукшетрі». Описується, що з давніх часів Курукшетра була місцем паломництва, яке також називали «Дхарма-кшетра» — «поле дхарми» або «поле праведності». «Магабгарата» розповідає, що це місце було обрано для проведення битви тому, що будь-які гріхи, вчинені на цій землі, не зараховувалися.
Ворожнеча між Кауравами і Пандавами існувала з дитинства, але загострилася після того, як доблесні Пандави завершили захоплення світу, і після обряду раджасуя цар Пандавів Юдхіштхіра був викликаний в Гастінапуру на ритуальну гру в кості. У цій грі, влаштованій заздрісним принцом Дурьодханою і шурином царя Дхрітараштри, братом матері Дурьодхани, цар Гандхара Шакуні обманом обіграв Юдхиштхіру, і Пандави за умовами гри вирушили в 13-літнє вигнання. Переможені Пандави, відправляючись у вигнання, поклялися помститися, але не за програш (гра в кості була ритуальним поєдинком, у якому виявилася воля богів), а за образи, нанесені Кауравами дружині Пандавів Драупаді у залі зборів після гри. Суперечка переросла у великомасштабну війну, коли Дурйодхана, старший з Кауравів, ведений заздрістю, відмовився повернути Пандавам їх трон після того, як ті повернулися з вигнання. Постійні заклики Драупаді помститися її головним кривдникам — старшому Каураву Дурйодхані і його побратимові Карні, який був невпізнаним старшим братом Пандавів, підкреслюють стандартний епічний мотив ворожнечі або війни через образу або викрадення красуні (війна Рами з Раваною через Сіту в «Рамаяні», Енея з Турном через Лавінію в «Енеїді», Троянська війна через Єлену в «Іліаді»).
До початку війни Пандави, за наполяганням їх старшого брата праведного царя Юдхиштхыри, намагалися вирішити конфлікт мирним шляхом. Переговорам посольств, проведених царем Кауравів Дхрітараштрою в Упаплавью, і царем Пандавів Юдгіштгірою в Гастінапурі, присвячена V книга оповіді Удйогапарви («Книга про намагання»). Баларама, старший брат Крішни, не схвалював війни навіть за праве діло; засудивши Крішну, який став на бік Пандавів, Баларама в обуренні пішов у вигнання на 42 дні і повернувся тільки після закінчення битви. За порадою Крішни і під час переговорів Пандави продовжували готуватися до війни. Але більшість царів, раніше підкорених Пандавами, ненавиділи їх і з радістю перейшли на бік Кауравів. Найнадійнішими союзниками виявилися цар Панчала Друпада (їх тесть) зі своїми синами, один з яких очолив військо Пандавів, і цар Матс'я Вірата (тесть сина Арджуни Абхіманью). Після невдалих спроб знайти мирне рішення війна виявилася неминучою.

## Миротворча місія Крішни
З останньою надією мирного врегулювання Крішна відправився в Хастінапур, для того щоб вмовити Кауравів сісти з ним за стіл переговорів. У Хастінапурі Крішна зупинився у придворного міністра Відури, брата і радника царя Дхрітараштри; праведний і мудрий Відура завжди захищав Пандавів. Підступний Дурьодхана таємно від старого царя Дхрітараштри задумав схопити Крішну і напасти на Пандавів. Коли Крішна з'явився з пропозицією миру в палац до царя, Дурьодхана відкинув його пропозицію і наказав своїм солдатам заарештувати Крішну. Крішна розсміявся і відкрив їм свою Божественну форму, яка потрясла царя, Дурйодхану і всіх присутніх у залі зборів. Розгніваний образою, Крішна прокляв Дурйодхану, сказавши, що його загибель і винищення всього роду відтепер вирішені наперед. Це стало шоком для Дхрітараштри, який намагався заспокоїти Крішну. Незважаючи на умовляння старійшин Кауравів, радників та мудреців, Дурйодхана і його найбільший доблесний васал і побратим Карна відкинули запропонований Пандавами мир, а слабовільний старий цар не став опиратися своєму безбожному синові. Крішна повернувся в Упаплавйу в табір Пандавів повідомити їм, що залишається тільки один шлях захистити справедливість — війна.

## Приготування до війни

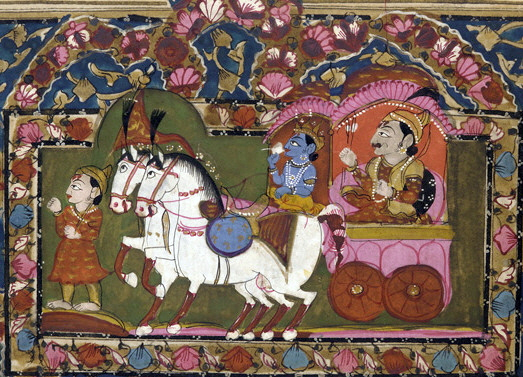
Крішна і Арджуна на колісниці, XVIII—XIX ст.

Крішна мав у своєму розпорядженні одну з найбільших армій і сам був великим воїном. Дурйодхана і Арджуна вирушили до Крішни в Двараку, просити його допомоги. Це знаменита частина історії, особливо шанована (дорога, ..) шанувальниками Крішни. Дурйодхана прибув першим і побачив Крішну сплячим. Будучи самовпевненим і вважаючи себе рівним Крішні, сів біля узголів'я Крішни і чекав його пробудження. Арджуна прийшов пізніше, і будучи смиренним шанувальником Крішни, сів біля ніг Крішни. Коли Крішна прокинувся, першим він побачив Арджуну і дав йому право першим запитати. Арджуна вибрав Крішну як радника, а Дурйодхана одержав одну із армій (акшаухіні) Ядавів і обіцянку, що Крішна сам не буде застосовувати зброю (Сударшан-чакра). Найбільше бойове формування — акшаухіні, що складається з 21 870 колісниць, 21870 бойових слонів, 65610 кінних вершників і 109 350 піших воїнів, всього 218700 воїнів, не рахуючи допоміжних колісничих і погоничів слонів.
- Сторони

Пандави під проводом
Дхріштадьюмни
7 акшаухіні
1 530 900 солдатів
- Втрати

вижили — п'ять Пандавів, Сатьякі, Юютсу
- Каурави під проводом: Бхішми

Командувачі
Бхішма
Дрона
Карна
Шалья
Ашваттхама
11 акшаухіні
2 405 700 солдатів
- Втрати

3 вижили — Ашваттхама,
Кріпа і Крітаварма

## Датування подій
Описується, що битва тривала 18 днів, протягом яких численні армії воювали в межиріччі двох річок. Розповідь про битву займає більше однієї чверті «Магабгарати», що вказує на її важливу роль в епосі. У «Магабгараті» описуються окремі поєдинки різних героїв з обох сторін і їх смерть на полі бою, війська обох армій, дипломатичні зустрічі, дискусії між полководцями та іншими героями щодня перед початком бойових дій, а також використовувана зброя. Книги (звані «Парва») з шостої по десяту вважаються вченими древнішими в порівнянні з іншими частинами «Магабгарати». Батальні книги оповіді названі за іменами командувачів армії Кауравів: VI Бхішмапарва, VII Дронапарва, VIII Карнапарва, IX Шальяпарва, — крім X «Книги про напад на сплячих» і XI «Книги про дружин», присвяченій оплакування полеглих героїв. Що знаходиться на початку VI книги знаменита проповідь «Бгаґавад-Ґіта», базовий текст індуїстської філософії, в якому описується бесіда між Арджуною і Крішною, на думку більшості вчених є пізнішим додаванням до «Магабгарати», але в редакціях сказання, що дійшли до нас, органічно входить в оповідь: найбільший воїн Пандавів Арджуна відмовляється битися, побачивши в лавах супротивника свого улюбленого діда Бхішму і поважних наставників, але Крішна пояснює герою обов'язок кшатрія і дає етичне обґрунтування битви проти родичів.
Серед вчених не існує єдиної думки про історичність битви. Деякі дослідники проводять паралелі між Битвою на Курукшетрі і Битвою десяти царів, описаної в «Ріг-веді». Конфесійні індуїстські автори і дослідники є прихильниками більш ранньої датування Битви на Курукшетрі. Ґрунтуючись на аналізі астрономічної та літературної інформації з «Магабгарати», вони пропонують різні дати — аж до VI тисячоліття до н. е.
За Матсья Пураною битва відбулась, коли Крішні було 89 років: -3227+89=-3138 р. Ключові астрономічні події року (за григоріанським календарем) місячні затемнення 21/07 і 20/08, сонячне локальне 6/08. Як написано в Махабхараті, Бхішма, дід Кауравів і Пандавів, для того щоб померти в сприятливий час, чекав повороту сонця на північ (уттараяна) тобто макара -санкранті 2 листопада -3138 р., смерть настала 9 лист., 10 місяць адхіка Магха, 8 день Шукла аштамі, усі розрахунки по координатах м. Тханесар (Thanesar). Цей день називають Бхішма Аштамай.
Арджуна проткнув стрілами Бхішму на 10-й день битви, Бхішма заявляє, що через 68 ночей від початку війни, і через 58 ночей, так як він лежав на ложі з стріл, коли Сонце повернуло на північ, він був готовий померти.
Як відомо з Магабгарати, в якій Крішна дає повідомлення для Карни, що місяць маргашірша дуже підходив і так війна повинна початися на день Shakra Amavasya (у день, коли Місяць буде в зорі Індри — Джйешта або Вішакха). У ніч перед війною, мудрець В'ясадева, який зробив кілька астрономічних спостережень, згадує, що він бачив періоди між затемненнями 14 , 15 , 16 днів один від одного, але ніколи 13 днів один від одного (тітхі якщо бути точним). Сучасне ПЗ із астрономії та джйотіш дає наступні результати початку битви — 8 місяць адхіка картіка, амавасйа, останній місячний день
- Date: September 4, -3138, (julian September 30, 3139 B.C.)
- Time: 6:11:00
- Time Zone: 5:30:00 (East of GMT)
- Place: 76 E 49' 00", 29 N 59' 00" Thanesar, India
- Lunar Yr-Mo: Shubha-krit — Adhika Karthika
- Tithi: Amavasya (Ra) (62.27 % left)
- Vedic Weekday: Monday (Mo)
- Nakshatra: Visakha (Ju) (85.31 % left)
- Sunrise: 6:10:09
- Sunset: 18:42:32
- Ayanamsa: 312-54-15.09